# جون مكينون (دبلوماسي)
جون مكينون (بالإنجليزية: John McKinnon)‏ هو دبلوماسي نيوزيلندي، ولد في 1950.